# Rustam Asatowitsch Gelmanow

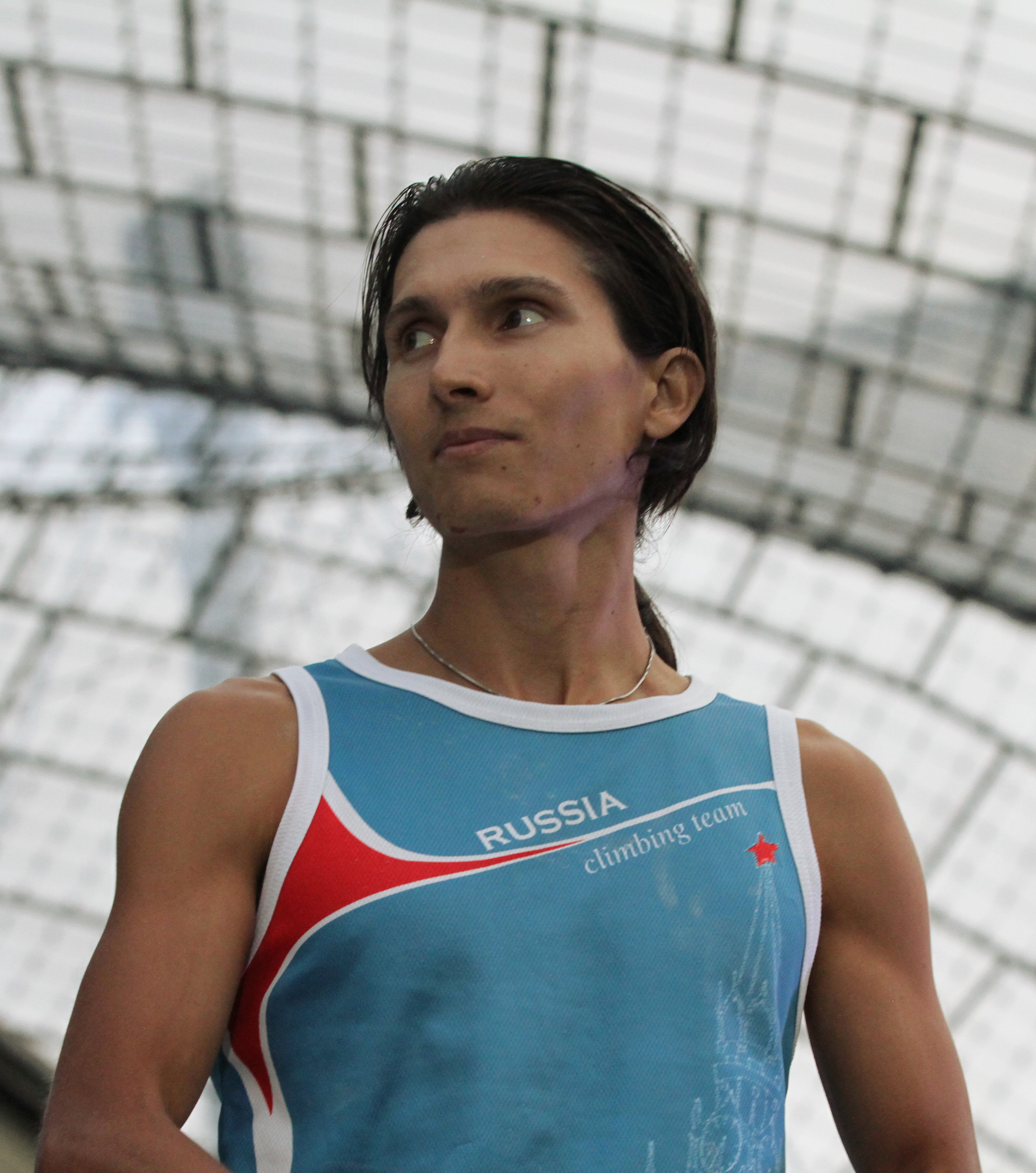
Rustam Gelmanow beim Boulder-Weltcup in München 2015

Rustam Asatowitsch Gelmanow (russisch Рустам Азатович Гельманов, englische Transkription Rustam Azatovich Gelmanov; * 6. Dezember 1987 in Tekeli) ist ein russischer Sport- und Wettkampfkletterer, der vor allem in der Disziplin Bouldern aktiv ist. Er lebt und trainiert in den Niederlanden.

## Leben
Rustam Gelmanow wurde in Kasachstan geboren. Im Alter von 13 Jahren übersiedelte er mit seinen Eltern nach Moskau. 2003 lernte er eine Gruppe Alpinisten kennen, die ihn mit dem Klettersport bekannt machten. Er brach sein Studium der Luftfahrtwissenschaften ab, um Wettkampfkletterer zu werden. 2005 nahm er an seinem ersten Boulderweltcup in Moskau teil und belegte dabei den 13. Platz. Mit dem ersten Platz im Boulder-Gesamtweltcup und einer Bronzemedaille bei der Weltmeisterschaft in Bouldern war die Saison 2012 bislang seine erfolgreichste. Im selben Jahr gelang ihm auch eine Wiederholung der  Action Directe (XI/9a) im Frankenjura.
Er lebt mit seiner Frau und Tochter in Eindhoven.

## Leistungen

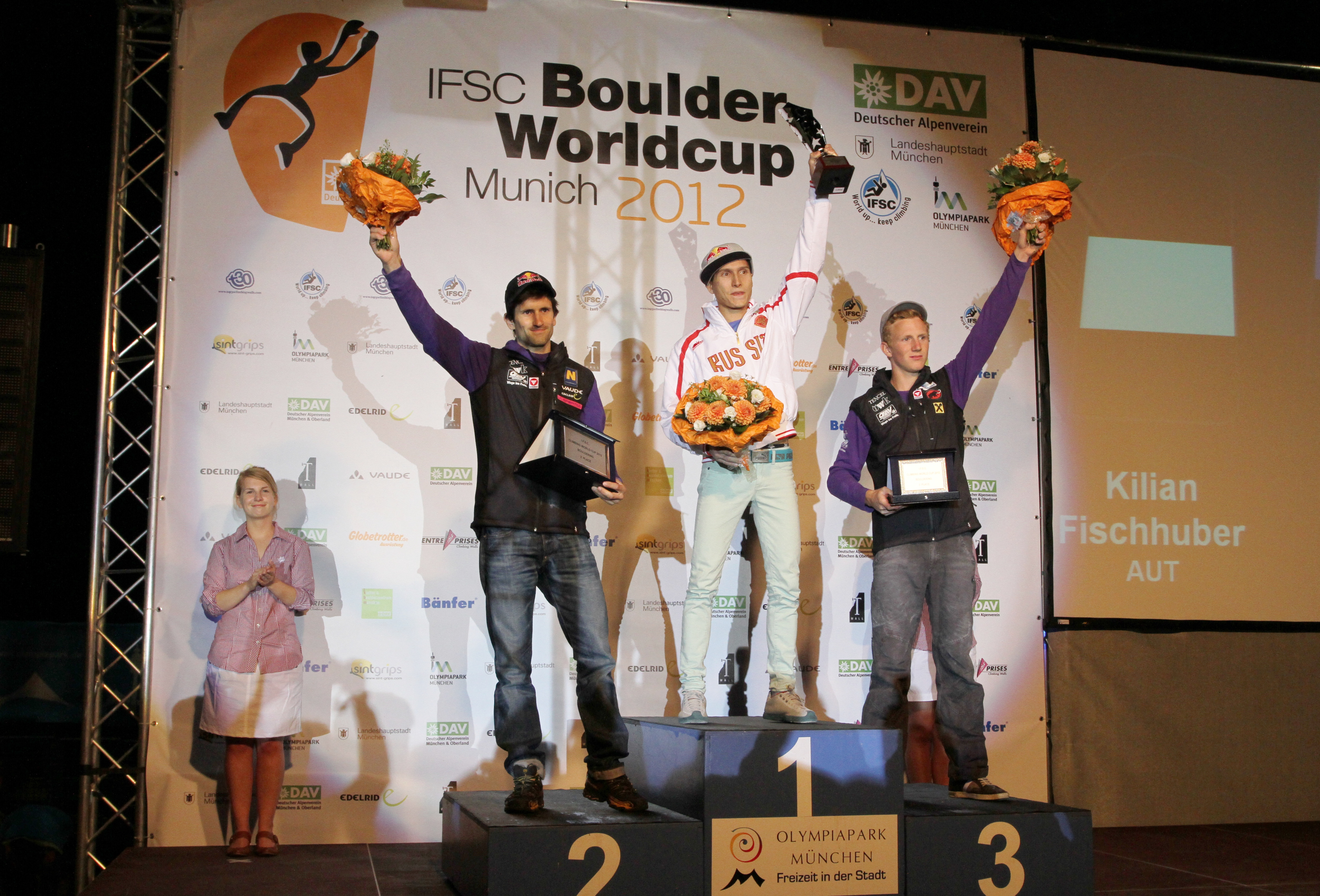
1. Platz für Rustam Gelmanow im Boulder-Gesamtweltcup 2012. (2. Platz Kilian Fischhuber, 3. Platz Jakob Schubert)

### Boulderweltcup (Auswahl)
- 2016 1. Platz in Kazo
- 2014 1. Platz in Laval
- 2012 1. Platz in Log-Dragomer; 1. Platz in Wien
- 2009 1. Platz in Wien
- 2008 1. Platz in Moskau

### Boulder-Gesamtweltcup
- 2012 1. Platz
- 2009 2. Platz

### Weltmeisterschaft in Bouldern
- 2012 3. Platz
- 2011 3. Platz
- 2009 2. Platz

### Fels (Auswahl)
- 2016 Hypnotized Minds (Boulder; V16/Fb. 8c+) im Rocky Mountain National Park (Colorado, USA)[8]
- 2012 Action Directe (XI/9a) im Frankenjura (Deutschland)[5]
- 2008 KinematiX (9a) in Gorges du Loup (Frankreich)[9]
- 2005 Paralelnii Chertopoloh (8c+) in Red Stone (Krim)[9]